# Бахтизин, Назиф Раянович
Назиф Раянович Бахтизин (31 декабря 1927, Новоаташево — 21 октября 2007, Уфа) — российский учёный, член-корреспондент Академии наук Республики Башкортостан (1991), преподаватель высшей школы, профессор (1978). Растениевод, агроэколог, организатор сельскохозяйственной науки в Башкирии. Отличник высшей школы СССР. Заслуженный деятель науки Башкирской АССР (1970).
Бахтизин одним из первых в России начал разработку метода программированного выращивания сельхозкультур. Создал агрономическую научную школу в РБ. Организатор Селекционного центра при БашНИИ земледелия и селекции полевых культур (1984).
Член редакционной коллегии и редакционного совета многотомной энциклопедии Башкирии (в первых двух томах Бахтизин опубликовал более 20 статей).
Член Союза журналистов России с 1997 года.

## Биография
Назиф Бахтизин родился 31 декабря 1927 года в деревне Новоаташево Чекмагушевской волости Бирского кантона Башкирской АССР (ныне Илишевского района Республики Башкортостан) в многодетной семье Раяна Ханбиковича и Шамсиямал Фахертдиновны Бахтизиных. Татарин. Отец Назифа умер за три месяца до его рождения. Заботу о воспитании ребёнка взял на себя отчим Ахмадулла Насибуллин.
В 1939 году окончил Новоаташевскую начальную школу. Средней школы в деревне не было, поэтому многие сверстники Назифа завершили школьное обучение и пошли работать в колхоз. Но он по настоянию отчима продолжил образование. 5 и 6 классы окончил в соседней деревне Бишкураево, 7—10 классы ― в селе Стародюмеево.
С началом Великой Отечественной войны старшие братья Назифа оказались на фронте, а отчима мобилизовали в трудовую армию и направили в Челябинск на один из военных заводов. Назиф должен был взять на себя заботу о матери. С 1944 года учёбу в школе он совмещал с работой в колхозе. Трудился сначала счетоводом, затем заведовал деревенской лавкой. В 1946 году был награждён медалью «За доблестный труд в Великой Отечественной войне 1941—1945 гг.»».
В 1946—1951 годах Н. Р. Бахтизин ― студент Башкирского сельскохозяйственного института. В период учёбы производственную практику проходил на полях Янаульского и Бураевского районов Башкирии в должности участкового агронома. По окончании института около года работал главным агрономом совхоза «Мурапталовский» Куюргазинского района Башкирской АССР. В 1952 году поступил в аспирантуру на кафедру почвоведения и земледелия БСХИ, по окончании которой в 1955 году защитил диссертацию на соискание учёного звания кандидата сельскохозяйственных наук по теме углубления и окультуривания пахотного слоя серых лесных почв.
В 1955—1961 годах работал заведующим кафедрой сельского хозяйства Уфимской высшей партийной школы. Доцент (1959). Одновременно в 1959―1961 годах — старший научный сотрудник Башкирского научно-исследовательского института земледелия и селекции полевых культур. В 1961 году перешёл на работу в БСХИ: в 1961—1964 годах — проректор по научной работе, 1964—1973 годах — ректор, а также заведующий кафедрой растениеводства с 1968 по 1979 год. Профессор (1978). В 1979 году назначен директором Башкирского НИИ земледелия и селекции полевых культур. В 1987―1988 годах руководил НПО «Башкирское». Затем вернулся в Башкирский НИИ земледелия и селекции полевых культур (с 1998 года ― Башкирский научно-исследовательский институт сельского хозяйства): в 1988―1998 главный научный сотрудник, в 1998―2004 — ведущий научный сотрудник.
Умер 21 октября 2007 года.
«…по складу своего характера я исследователь, а это предполагает постоянное движение, неустанный поиск. Вот и следую своей природе, не «ломаю» свою натуру. Никогда я не иду на конфликты с добропорядочными людьми как старшего, так и молодого поколения. Но за свои убеждения всегда стою непоколебимо, не боюсь отстаивать то, в чем твердо убежден. Чужд я и приспособленчества, честно говорю в глаза, что думаю. Жизненное мое кредо — помогать молодым талантливым специалистам. Всю жизнь учусь у мудрых своих учителей — как ученых, так и производственников. Дело своё люблю, как и жизнь. Вот и все секреты».

## Направления научной деятельности
Н. Р. Бахтизин — организатор научной агрономической школы в Республике Башкортостан, основоположник нового научного направления в сельскохозяйственной науке ― агроэкологического растениеводства, создатель научной школы выращивания озимой ржи и озимой пшеницы.
В 1962—1967 годах Бахтизин активно участвовал в экспедициях по изучению сорной растительности и агроэкологических условий формирования урожая озимых культур. В 1968 году по его инициативе в БСХИ была создана научно-исследовательская лаборатория «Озимая рожь». Результатом проведённых под его руководством исследований стала разработка экологически безопасных технологий возделывания озимой ржи, обеспечивающих высокий и устойчивый урожай при любых погодных условиях. Новые подходы к возделыванию этой сельскохозяйственной культуры Бахтизин изложил в книге «Озимая рожь» (1972), которая широко цитируется в научных и диссертационных работах, публикуемых в России.
Научно-исследовательский институт земледелия и селекции полевых культур под руководством Бахтизина успешно осуществил разработку научно-обоснованных систем земледелия по зонам Башкирской АССР. Также Бахтизиным в этот период была усовершенствована технология возделывания озимой пшеницы и подобраны её зимостойкие сорта. Книга «Озимая пшеница» (1980), написанная в соавторстве с выдающимся учеником профессора Бахтизина Р. Р. Исмагиловым, стала научно-практическим руководством по возделыванию этой культуры.
В конце 1970-х — начале 1980-х годов Н. Р. Бахтизин совместно с академиками И. С. Шатиловым, В. С. Шевелухой и Т. Н. Кулаковской стал пионером нового направления в агрономической науке — программирования урожаев сельскохозяйственных культур.
Автор более 500 научных публикаций, в том числе 28 монографий, по проблемам адаптивного земледелия и растениеводства.

## Педагогическая деятельность
Талант Н. Р. Бахтизина как организатора учебной и научной деятельности особенно ярко проявился в период его руководства Башкирским сельскохозяйственным институтом. Во время его ректорства в БСХИ началась подготовка кадров по специальностям «Экономика и организация сельского хозяйства» (1966) и «Бухгалтерский учёт и анализ в сельском хозяйстве» (1969). В системе института были созданы научно-исследовательский сектор и несколько научно-исследовательских лабораторий (по бонитировке почв, разработке интенсивной технологии возделывания озимой ржи, научных основ севооборота, использованию микроэлементов в животноводстве, изучению ряда проблем механизации и экономики сельскохозяйственного производства).
Большое внимание Бахтизин уделял укреплению кадрового потенциала института. Если в 1945 году на 19 кафедрах работали 43 преподавателя, из них три профессора и 12 доцентов и кандидатов наук, то в 1970–1971 учебном году на 40 кафедрах работали уже 290 преподавателей, из которых 11 профессоров и докторов наук, свыше ста доцентов и кандидатов наук. При этом 140 из них были выпускниками вуза.
Качественный и количественный рост профессорско-преподавательского состава позволил не только существенно повысить качество образования в институте, но и активизировать работу по хозяйственным договорам. Специалисты института в интересах агропромышленного комплекса республики проводили качественную оценку земель, разрабатывали противоэрозионные мероприятия, помогали хозяйствам во внедрении интенсивных севооборотов и систем удобрений, в борьбе с микроэлементозами растений и животных, составляли планы селекционно-племенной работы для отдельных хозяйств. К 1970 году институт выполнял заказы 40 колхозов, совхозов, научно-исследовательских учреждений и промышленных предприятий.
Развитие сельскохозяйственной науки, разработка новых агротехнологий диктовали необходимость переподготовки уже действующих кадров аграрного сектора республики, и Бахтизин активно включился в этот процесс. По его распоряжению при БСХИ начал действовать факультет повышения квалификации руководящих сельскохозяйственных кадров. Переобучение на факультете прошли многие председатели колхозов и совхозов, в том числе Герои Социалистического Труда Т. С. Назмиев, Ф. Ф. Яхин, М. М. Галиев и Р. С. Еникеев. При институте также были созданы специальные курсы по подготовке агрохимиков из числа работающих агрономов.
Ещё одной немаловажной задачей Бахтизина стала популяризация агрономических знаний. По его поручению и при его непосредственном участии проводились выездные заседания учёного совета института в передовых хозяйствах республики. Сотрудники вуза участвовали в различных семинарах, выступали в периодической печати, по радио и на телевидении, активно участвовали в учебном процессе колхозно-совхозных школ агрохимического всеобуча. Было подготовлено и издано 13 томов научных трудов института, 12 учебников и учебных пособий. Достижения института в учебно-воспитательной и научно-просветительской работе демонстрировались на Выставках достижений народного хозяйства в павильоне «Народное образование СССР». Бахтизин был отмечен Золотой и двумя Серебряными медалями ВДНХ. В 1972 году ему было присвоено почётное звание «Отличник высшей школы СССР».
Являясь председателем диссертационного совета БСХИ по аграрным наукам, Бахтизин вёл подготовку кандидатов и докторов наук. Под его руководством научные звания получили более 30 специалистов, среди которых были заведующие кафедрами высших учебных заведений и доценты, руководители научных подразделений и сельскохозяйственных предприятий.

## Общественная деятельность
Н. Ф. Бахтизин был активным общественным деятелем. Избирался депутатом Советского районного и Уфимского городского Совета депутатов трудящихся. На протяжении многих лет был председателем учёных советов БСХИ и БНИИСиЗ, членом коллегии Министерства сельского хозяйства Башкирской АССР и Агропромышленного комплекса Республики Башкортостан. Входил в состав координационных советов государственных научно-технических программ по интенсивной технологии возделывания зерновых культур и программированию урожаев сельскохозяйственных культур. Долгие годы возглавлял Башкирское республиканское правление Научно-технического общества сельского хозяйства, более 20 лет был председателем Башкирского республиканского научно-методического совета по пропаганде сельскохозяйственных знаний при правлении общества «Знание».
Став в 1991 году членом-корреспондентом Академии наук Республики Башкортостан до 2000 года возглавлял её Научный совет по проблемам земледелия и растениеводства. В период с 1991 по 2000 год являлся членом Главной редакции Энциклопедии Республики Башкортостан. Член Союза журналистов России с 1997 года.

## Награды и звания
- Орден Трудового Красного Знамени (1973).
- Орден «Знак Почёта» (1966).
- Медали, в том числе:
  - медаль «За доблестный труд в Великой Отечественной войне 1941—1945 гг.» (1946),
  - медаль «За доблестный труд (За воинскую доблесть). В ознаменование 100-летия со дня рождения Владимира Ильича Ленина» (1970).
  - медаль «Ветеран труда»
  - медаль «50 лет Победы в Великой Отечественной войне 1941—1945 гг.» (1993).
- Золотая медаль ВДНХ СССР.
- Две Серебряные медали ВДНХ СССР.
- Заслуженный деятель науки Башкирской АССР (1970).
- Отличник сельского хозяйства СССР (1969).
- Отличник сельского хозяйства РСФСР (1986).
- Отличник высшей школы СССР (1972).
- Почётный член Всесоюзного научно-технического общества сельского хозяйства.

### Научные звания
- кандидат сельскохозяйственных наук (1955);
- доцент (1959),
- профессор (1978).

## Семья
- Отец Раян Ханбикович Бахтизин (1880-1927). Выпускник медресе «Хусаиния» (1911). Мулла. Исполнял обязанности имама-хатиба мечети деревни Новоаташево.
- Мать Шамсиямал Фахертдиновна Бахтизина. Обучала грамоте деревенских девочек в медресе при мечети.
- Брат Агзам Раянович Бахтизин (1920—1944). В РККА с 1940 года. Участник Великой Отечественной войны, старший разведчик 2-го дивизиона 85-й тяжёлой гаубичной бригады РГК. Награждён орденом Красной Звезды и медалью «За отвагу». Пропал без вести в декабре 1943 года. Учтён погибшим в 1944 году.
- Брат Ахметназа Раянович Бахтизин (1923—1944). В РККА с 1942 года. Участник Великой Отечественной войны в составе 604-го стрелкового полка 195-й стрелковой дивизии. Умер от ран 02.01.1944 в дивизионном медсанбате.
- Супруга: Гульниса Махмутовна (в девичестве — Аминова) (род. 1931). Работала в Уфе учителем математики.
- Сын — Рамиль (президент академии наук РБ).

## Избранные труды
- Бахтизин Н. Р., Тайчинов С. Н. Углубление пахотного слоя чернозёмов и серых почв Башкирии. — Уфа: Башкнигоиздат, 1955. — 100 с.
- Бахтизин Н. Р., Рахимов Э. М. Сорные растения Башкирской АССР и меры борьбы с ними. — Уфа: Башкирское книжное издательство, 1958. — 109 с.
- Бахтизин Н. Р. Системы земледелия и севообороты в Башкирии. — Уфа: Знание, 1961. — 70 с.
- Бахтизин Н. Р. Озимая рожь. — Уфа: Башкнигоиздат, 1972. — 260 с.
- Зональные особенности применения удобрений в Башкирии / Н. Р. Бахтизин, Б. П. Шиленко, В. А. Сосновский и др.. — Уфа: Башкирское книжное издательство, 1980. — 104 с.
- Бахтизин Н. Р., Исмагилов Р. Р. Озимая пшеница. — Уфа: Башкнигоиздат, 1980. — 85 с.
- Бахтизин Н. Р., Исмагилов Р. Р. Озимая рожь в Башкирии: Биоэкология и интенсивная технология. — Уфа, 1991. — 248 с.
- Исмагилов Р. Р., Гайфуллин Р. Р., Бахтизин Н. Р. Озимая пшеница в Башкортостане. — Башкирский государственный аграрный университет, 2006. — 167 с. — ISBN 5-7456-0105-1.